# Wembley Central (métro de Londres)
Wembley Central (en anglais : Wembley Central tube station ou Wembley Central Underground Station), est une station de la ligne Bakerloo du métro de Londres, en zone 4 Travelcard. Elle est située sur la High Road, à Wembley, sur le territoire du borough londonien de Brent, dans le Grand Londres.
Elle est en correspondance avec la gare de Wembley Central, desservie par des trains Southern, West Midlands Trains (en) et London Overground de Transport for London dont les trains de banlieue utilisent les mêmes voies et quais.

## Situation sur le réseau
La station Wembley Central de la ligne Bakerloo du métro de Londres utilise l'infrastructure, quais et voies, de la gare de Wembley Central sur la Watford DC line (en) qu'emprunte la ligne Bakerloo. Elle est située entre la station North Wembley, en direction du terminus Harrow & Wealdstone et la station Stonebridge Park en direction du terminus Elephant & Castle. Elle dispose, en partage avec la gare, de deux voies encadrées par deux quais latéraux.

Plans : de la Bakerloo line, de la Watford DC line et des transports à Londres
Bakerloo line.
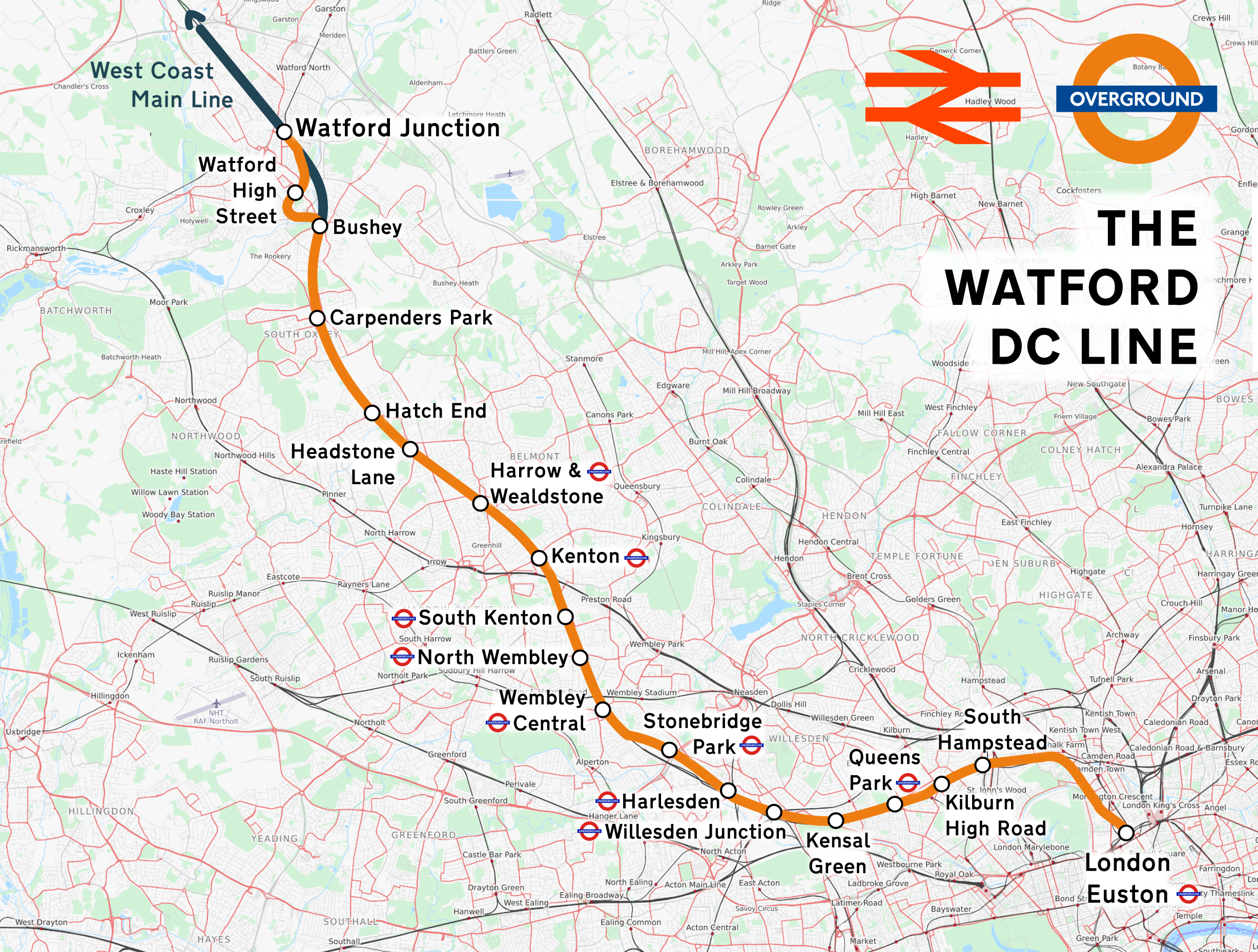
Watford DC line.
Réseaux de Londres.

## Histoire
La station, alors dénommée Wembley for Sudbury, est mise en service le 16 avril 1917, dans la gare ouverte par le London & Birmingham Railway (en) en 1842. Elle est renommée Wembley Centralen 1948.

## Services aux voyageurs

### Accès et accueil
L'accès principal de la station, commune avec la gare, est situé sur la High Road, à Wembley.

### Desserte
Wembley Central est desservie par les rames de la ligne Bakerloo du métro de Londres circulant sur la relation Harrow & Wealdstone  et Elephant & Castle.

Installations
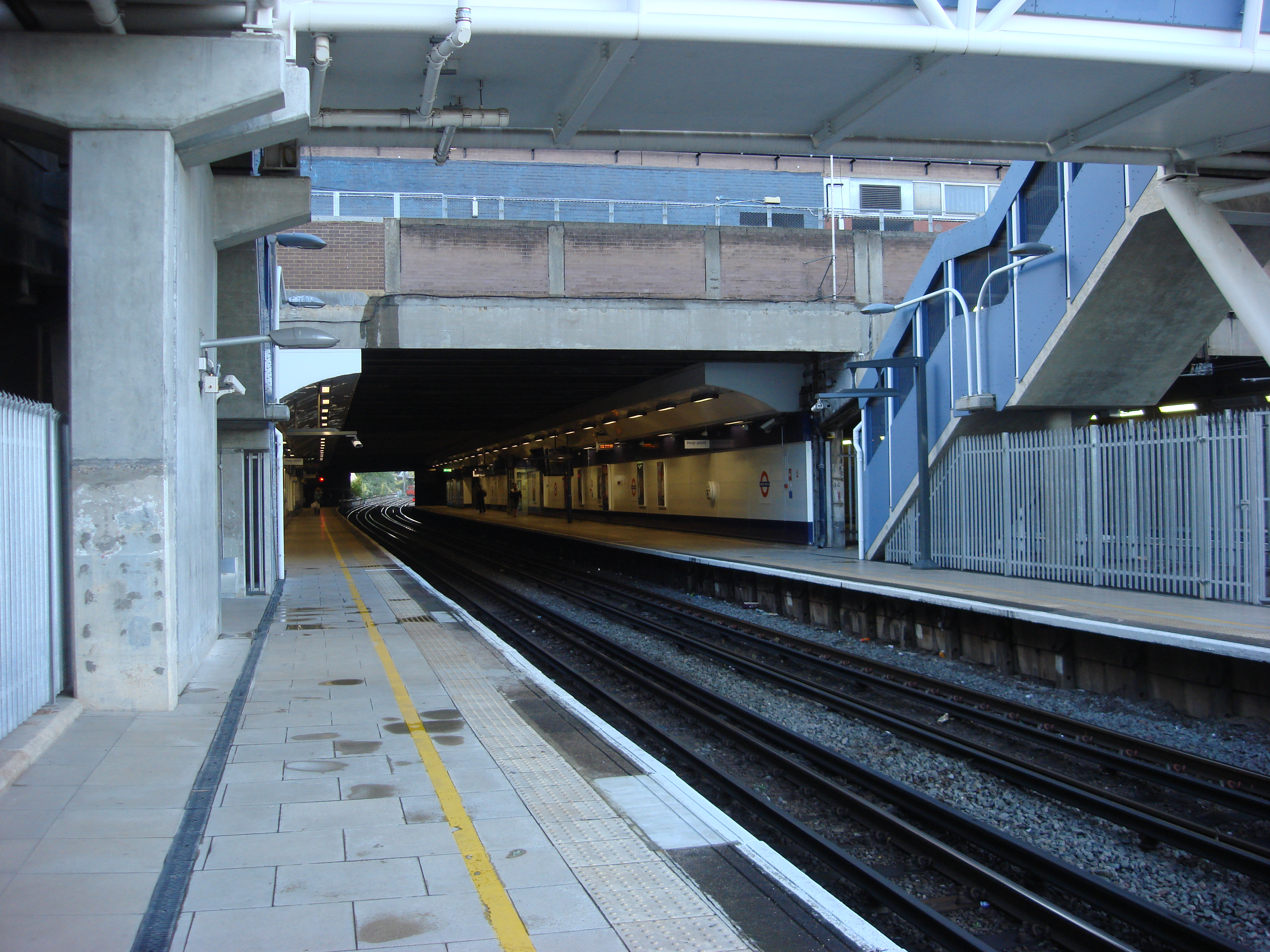
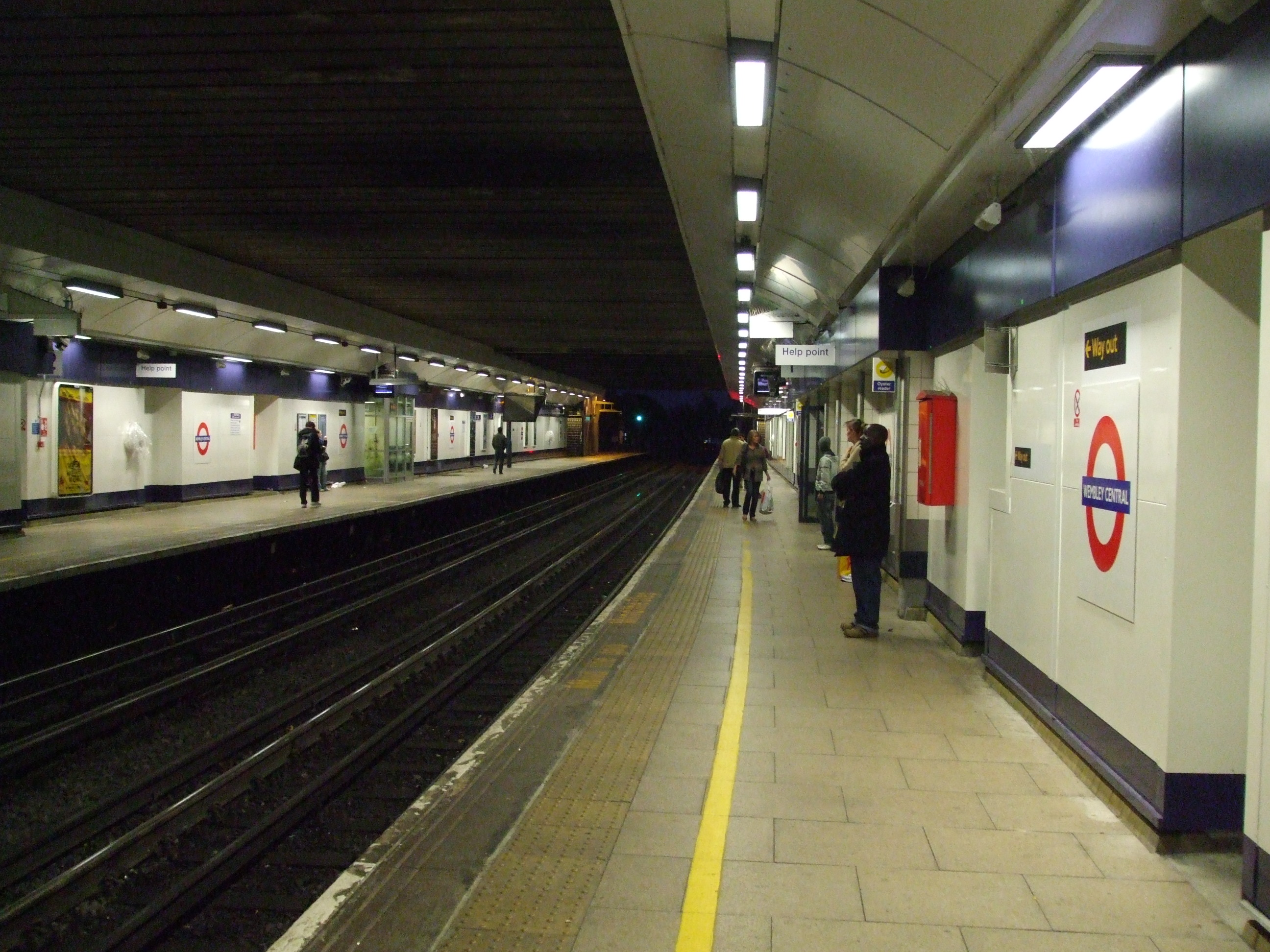
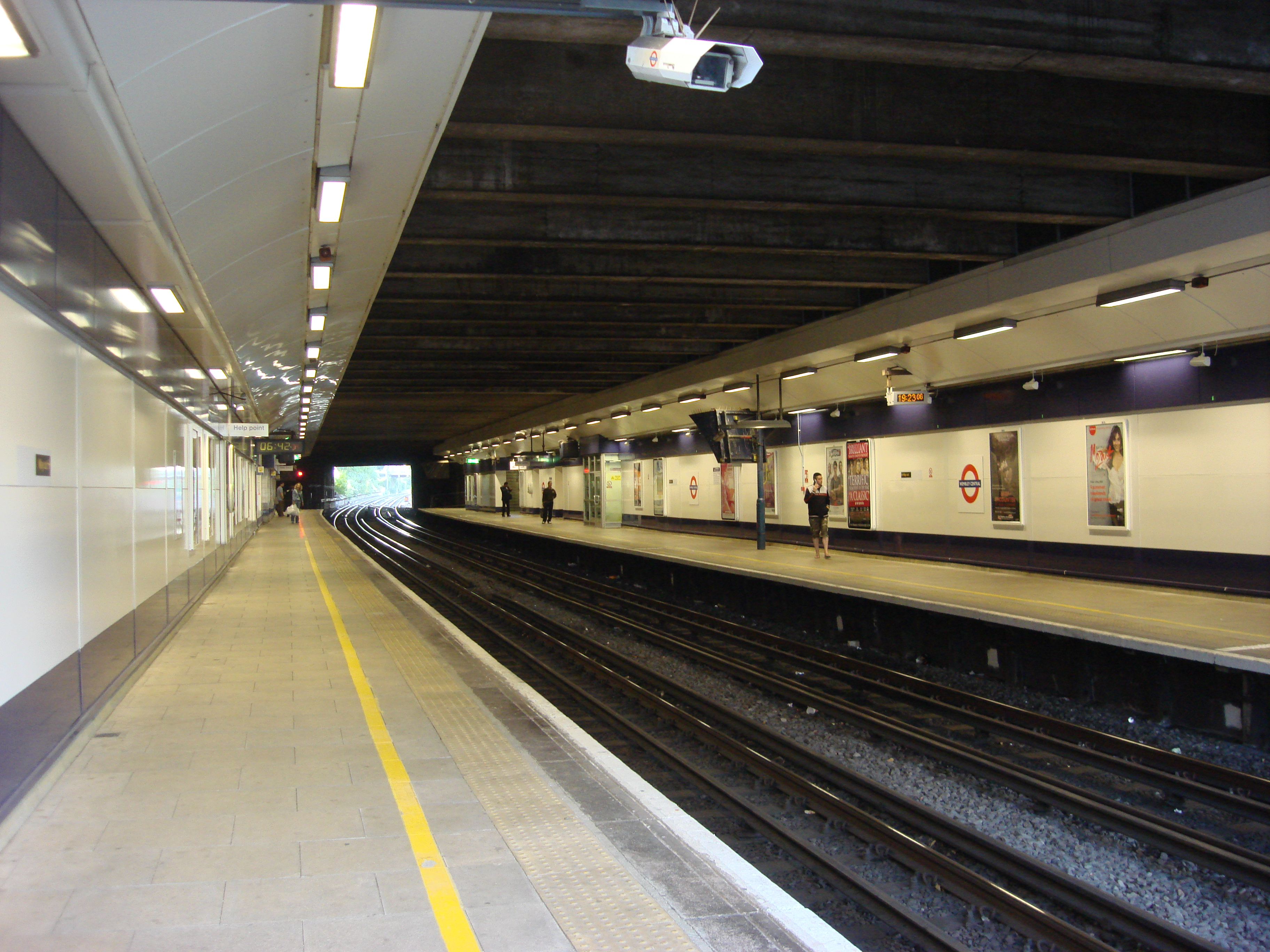

### Intermodalité
Elle est en correspondance avec la gare de Wembley Central, du réseau London Overground, qui utilise la même infrastructure (voies et quais).
Comme la gare, la station est desservie par des autobus de Londres des lignes 18, 79, 83, 92, 182, 3-204, 223, 297, 483, H17, N18 et N83.

## À proximité
- Wembley